# Friedrich Christian Diez
Friedrich Christian Diez (født 15. marts 1794 i Giessen, død 29. maj 1876 i Bonn) var en tysk sprogforsker, grundlægger af den romanske filologi. 

## Liv og gerning
Under påvirkning af Goethe, hvem han besøgte i Weimar, begyndte Diez at studere provençalsk, men efterhånden udvidede han sine studier til at omfatte alle de romanske Sprog. Han blev lektor ved Universitetet i Bonn 1821 og ordentlig professor i germansk og romansk filologi 1830. Hans første arbejder vedrører udelukkende den provençalske litteratur: Poesie der Troubadours (1826, ny udgave 1883) og Leben und Werke der Troubadours (1829, ny udgave 1882); disse to værker, der helt igennem hviler på direkte kildestudier, er banebrydende for vort kendskab til middelalderens troubadourdigtning. Hans hovedværk er Grammatik der romanischen Sprachen (3 bind, 1836-38, 3. udgave 1870-73; denne udgave er senere flere gange optrykt uforandret); det er skrevet under påvirkning af Grimms tyske grammatik, til hvilken det danner en interessant parallel, og må i alle henseender betegnes som et mesterværk; det forbinder en omfattende viden og sindrig kombinationsevne med en sjælden klar fremstilling og grundlagde det metodiske, komparative studium af de romanske sprog. Grammatikken efterfulgtes af den ikke mindre betydelige Etymologisches Wörterbuch der romanischen Sprachen (2 bind, 1853, 3. udgave 1869), der gennem skarpsindige enkeltundersøgelser gør rede for de romanske sprogs ordbestand, hvad oprindelsen angår. Af hans øvrige arbejder skal særlig fremhæves Über die Minenhöfe (1825), Altromanische Sprachdenkmale (1846), og Altromanische Glossare (1865). Den af Diez grundlagte videnskab blev i det af ham engang dragne spor ført videre af en talrig skare romanister i forskellige lande.